# Karl Ludvig von Zansen
Karl Ludvig von Zansen, född 1 september 1807 i Alberga i Sverige, död 15 januari 1874 i Sjundeå i Storfurstendömet Finland, var en finländsk officer och riksdagsledamot.

## Biografi

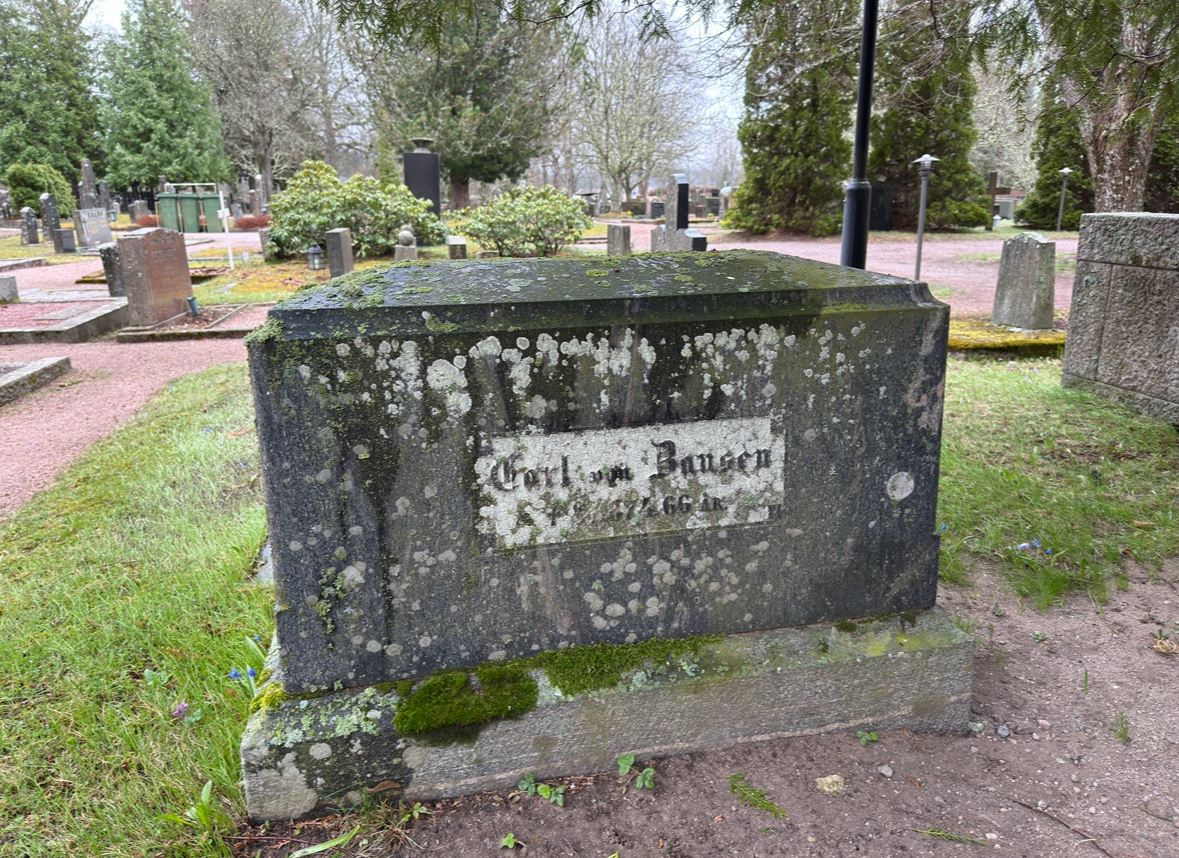
Von Zansens grav på Sjundeå begravningsplats.

Von Zansens föräldrar var majoren Fredrik August von Zansen och Vilhelmina Teodora von Harder. Karl Ludvig von Zansen gifte sig med Katarina Sofia Snellman år 1837. Von Zansen blev student vid Kejserliga Akademien i Åbo år 1824. Han tjänstgjorde som frivillig i ryska infanteriregementet i Villmanstrand. Von Zansen blev fänrik år 1833. Senare blev han löjtnant och avgick från armén år 1838.
Von Zansen ägde Svidja slott i Sjundeå från och med år 1840. Han var representant för adeln i riksdagen år 1872. Karl Ludvig von Zansen avled den 15 januari 1874 i Sjundeå och är begraven i Sjundeå begravningsplats. Von Zansens bror var kassaförvaltaren och riksdagsledamoten Fredrik Ernst Gottlieb von Zansen.